# Татьянинське
Татьянинське (рос. Татьянинское) — присілок в Таруському районі Калузької області Російської Федерації.
Населення становить 2 особи. Входить до складу муніципального утворення Село Лопатино.

## Історія
Від 2004 року входить до складу муніципального утворення Село Лопатино

## Населення
| 2002 | 2010 |
| ---- | ---- |
| 7    | ↘2   |